# Замкова церква (Мінськ)
53°54′26″ пн. ш. 27°33′11″ сх. д. / 53.907272222222° пн. ш. 27.553077777778° сх. д.
Замкова церква (біл. Замкавая царква) — залишки храму в Мінську, розташовані в районі площі 8 Березня, на відстані 22 м від східної стіни Будинку фізкультури Добровільного спортивного товариства «Трудові резерви» . Церква не має аналогів в давньоруському монументальному будівництві, але має риси романської архітектури .

## Історія

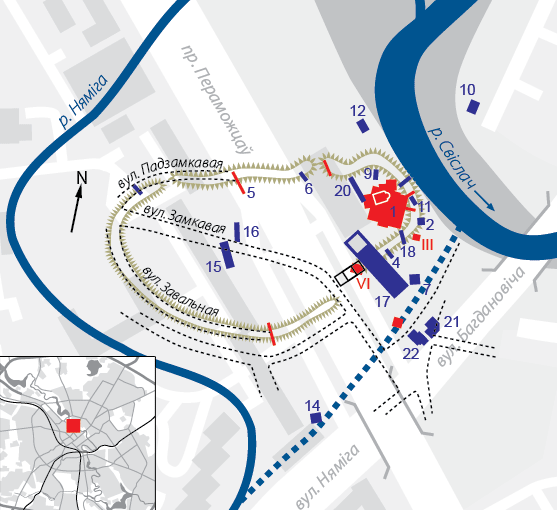
Схема Мінського замчища і місця археологічних розкопок. Білим контуром позначено контур Замкової церкви

Будівництво Замкової церкви велося на початку XII в., на думку Е. М. Загорульського, між 1069 і 1073 рр., у східній частині Замчища, на правому березі Свіслочі . Кам'яний храм почали будувати з бутового каменю після сильної пожежі, що знищила забудову і, ймовірно, дерев'яну церкву, яка тут була раніше. З невідомих причин будівництво не було закінчено . На думку Е. Загорульського, в її зведенні брали участь польські майстри .
Майже через століття після припинення будівництва церкви на її місці виник християнський цвинтар знатних городян.
У 1949–1951 рр. пам'ятник досліджував В. Р. Тарасенко . У 1976 р. повторне дослідження провів Г. В. Штихов.
Матеріали досліджень зберігаються в Інституті історії АН Білорусі та Державному історичному музеї Білорусі.

## Архітектура
На місці старої дерев'яної церкви були зроблені фундаменти, нижні частини апсид, південної та західної стін. Згідно з планом фундаментів передбачалося поставити компактний хрестово-купольний храм з чотирма куполами, майже квадратний у плані, з трьома напівовальними апсидами. Розмір основного конструкції 12×12 м, довжина з апсидами 16,3 м, товщина стін 1,5 м. На внутрішній поверхні південної і північної стін збереглися виступи лопаток . Розміри сторін подкупольного квадрата — близько 3,3 м. Фундамент будівлі має вигляд двох стінок, складених з бутового каменю, простір між якими заповнено необробленим камінням на вапняному розчині. Всі фундаменти врізані в піщаний ґрунт (глибина місцями більше 1 м). Встановлена наявність опалубки з тонких дощок, вбитих вертикально уздовж стінок рову фундамента (повторне дослідження Г. В. Штихова в 1976 р).
У центральній апсиді зафіксований квадратний вінок з колод і обтесана кам'яна плита від вівтаря. Впоперек малих бічних апсид були покладені колоди, які з'єднували фундаментами. Усередині храму на його південній і частково західній стінках збереглося облицювання з добре оброблених плиток (розміри 5,4х14,5х19 см і 9,4х20х29,4 см), виготовлених з доломіту і покладених горизонтально з перев'язкою швів. Місцями плитки збереглися в 5-6 рядів.

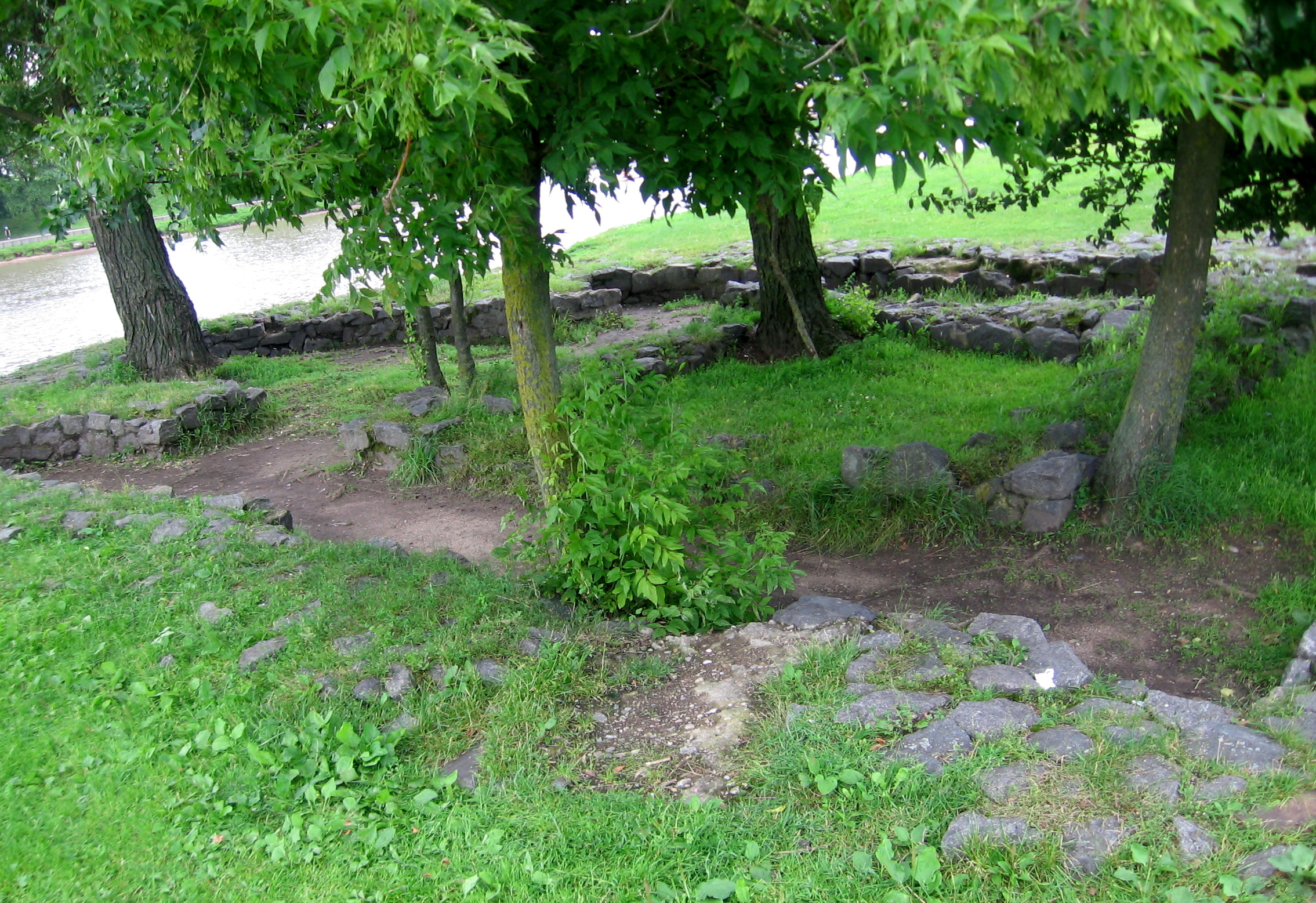
Муляж фундаментів храму

На північний схід від церкви виявлено яму для приготування вапна площею 25 м² і майданчик майстерні, де обтесували плити, коли велося будівництво.
Зараз фундамент храму знаходиться на глибині 0,5-2,1 м від поверхні. У 1967 році за 30 м від фундаментів замкової церкви був побудований її муляж.

## Міський некрополь
Майже через століття після припинення будівництва церкви на її місці виник християнський некрополь знатних городян. Виявлене 21 поховання XIII в. в гробах коробкового типу з великих соснових дощок на шипах без цвяхів. Саркофаги мали прямокутну форму, деякі кришки і бічні стінки обгорнуті корою береста. Небіжчики поховані за слов'янським звичаєм головою на захід зі схрещеними на грудях руками, без речей. Збереглися залишки вовняного одягу і шкіряного м'якого взуття (черевики, вишиті нитками). Поблизу одного дитячого поховання знайдено золотий браслет вагою 75,5 г, мабуть, покладений як жертвопринесення або схований як скарб.